# هانکیوره
هانکیوره (انگلیسی: The Hankyoreh) یک روزنامه چپ‌میانه کره‌ای است، که در سال ۱۹۸۸ تأسیس شد.